# Herrira
Herrira (en basc: Herrira) és una organització basca, fundada el 2012, per a la defensa dels presos polítics bascos i denunciar les males pràctiques penitenciàries del Govern espanyol.
El 30 de setembre de 2013, el jutge de l'Audiència Nacional espanyola Eloy Velasco va decretar la suspensió de l'organització durant dos anys prorrogables, el tancament de les seves seus, comptes corrents i comptes en xarxes socials (38 webs, 32 perfils de twitter i 125 de facebook), així com la detenció de divuit dels seus membres. Segons manifestà el ministre de l'Interior espanyol Jorge Fernández Díaz, Herrira era l'organització «pròxima a ETA amb més capacitat de mobilització i activació social» i considerà que des de la seva creació havia assumit «els objectius, l'estructura, les funcions, mètodes i procediments de finançament, iconografia i entramat comunicatiu que duien a terme Gestores Pro Amnistia - Askatasuna».
El 4 d'octubre de 2013, catorze dels divuit detinguts van ser posats en llibertat amb els càrrecs d'enaltiment del terrorisme, integració i finançament de banda armada. Els quatre restants van ser ingressats a la presó de Soto del Real, sota fiança de vint mil euros, amb els mateixos càrrecs.